# 칠면조속

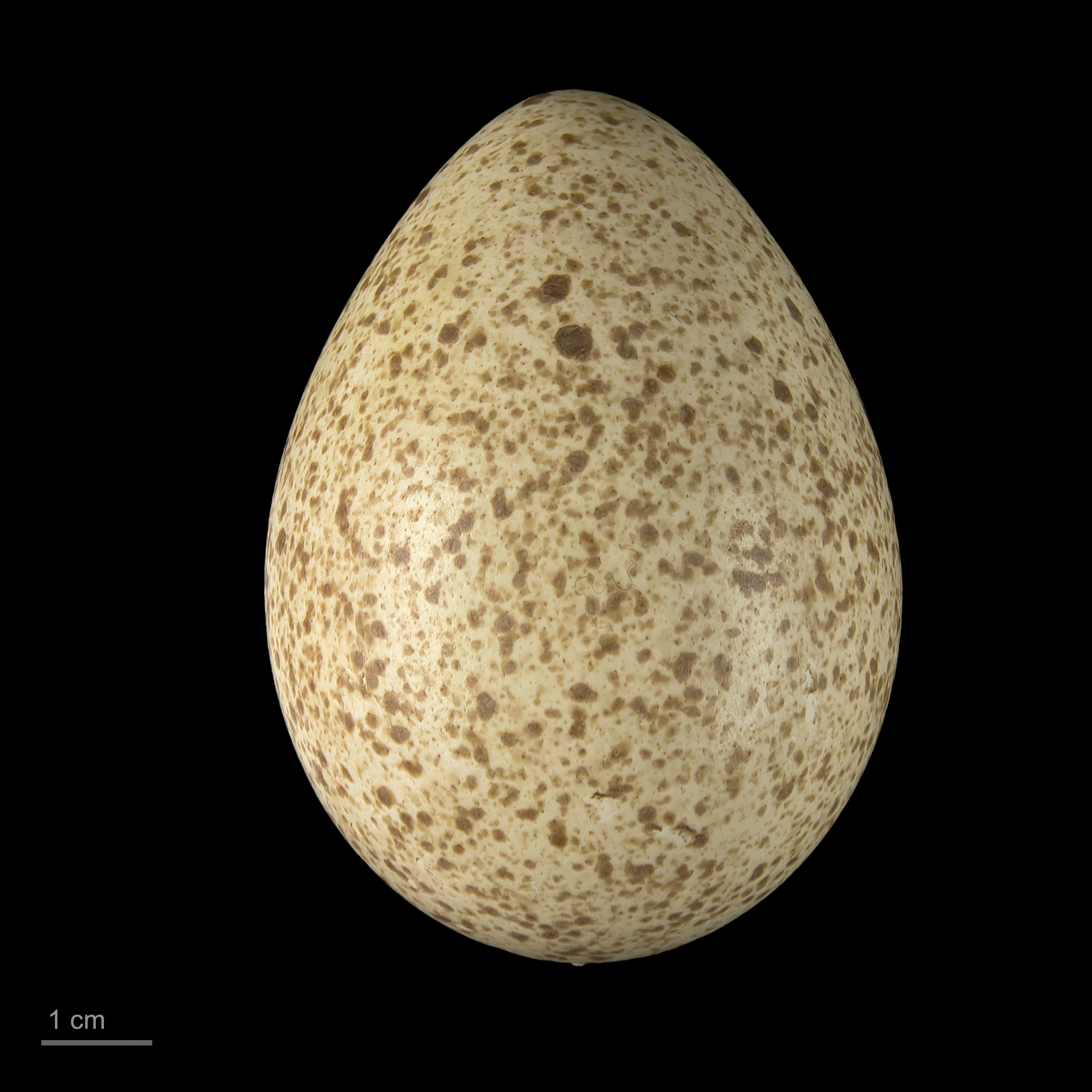
Meleagris gallopavo

칠면조(七面鳥)는 닭목 꿩과 칠면조속(Meleagris)에 속하는 두 종의 새를 가리킨다. 북아메리카 원산의 들칠면조(Melagris gallopavo)와 중앙아메리카 원산의 구슬칠면조(Melagris ocellata)가 있다. 가축 칠면조는 들칠면조를 길들인 것이다. 본래 유럽에는 칠면조가 없었는데, 1492년에 콜럼버스가 신대륙을 발견한 이후 16세기경에 스페인에 의해 아메리카에서 유럽으로 건너가 전세계로 보급되었다.
BC 800년 이후 멕시코 원주민에 의해 가축화되었으며 AD 1100년경부터 식용으로 쓰였다. 미국에서는 추수감사절과 크리스마스에 칠면조 요리를 먹는 전통이 있다.

## 개요
북아메리카와 멕시코가 원산지이다. 몸길이는 수컷 약 1.2m, 암컷 약 0.9m이고 몸무게는 수컷 5.8~6.8kg, 암컷 3.6~4.6kg이다. 야생종은 초지에서 산지에 걸쳐 생활한다. 야생종은 가축으로 길들여진 품종보다 몸이 작아서 날개길이 약 50cm이다. 깃털은 청동색이다. 머리에서 목에 걸쳐 피부가 드러나 있고 센털이 나 있는데, 이 부분이 붉은색이나 파란색으로 변한다. 수컷의 앞이마에는 신축성 있는 육질(肉質)의 돌기가 달려 있다.

## 명칭과 어원

### 영어권
칠면조를 영미권에서는 Turkey(터키)라고 부르는데, 이는 영국에서 아메리카 대륙으로 건너온 이민자들이 칠면조를 '뿔닭(호로새)'과 같은 종류로 오해한 것에서 유래하였다. 16세기에 유럽에는 이미 아프리카산 '뿔닭(guinea fowl)'이 수입되고 있었다. '뿔닭(호로새)'은 터키상인들이 유럽에 공급하고 있었기에 'Turkey Cock (터키닭)'이라는 별명을 가지고 있었다. 당시에 터키 상인들에 의해 수입되던 거의 모든 물품들에 대해서 '터키 카페트', '터키 밀가루' 라는 식으로 별칭 붙이는 것이 영국에서는 통상적인 일이었기에 그런 별명을 부쳐서 불렀다. 이는 한국어에서 양철, 양잿물, 양초 등에서 양(洋)자를 접두어로 붙여서 사용하는 것과 비슷한 경우에 해당한다.
그런데 영국인들이 북미대륙에서 칠면조를 처음 접했을때, '뿔닭(guinea fowl)'의 한 종류로 오해하여 'Turkey fowl (터키 가금류)' 또는 'Indian Turkey (인도 터키)' 로 불렀다. '인도 터키(Indian Turkey)'라고 한것은 콜럼버스가 자신이 탐험한 아메리카 대륙을 인도라고 주장한 것에서 유래하였다. 그러다가 훗날 'Turkey(터키)'로 약칭하게 되었다.

### 그 밖에 국가들
- 칠면조(七面鳥) - 한국, 일본, 피부색이 다양하게 바뀌는 조류
- 힌디(hindi) - 터키, 인도에서 온 새라는 뜻
- 당드(dinde) - 프랑스, 인도 닭(poule d’Inde)’의 줄임말
- 타르네골 호두(tarnegol hodu) - 이스라엘, 인도 닭
- 딕 루미(dik rumi) - 다수의 중동 국가들, 로마 닭
- 페루(Peru) - 인도, 포르투갈, 페루에서 온 새[6]

## 가축화
기원전 800년 이후 멕시코 원주민에 의해 처음 길들여졌다. 기원전 200년 경에 미국 남서부에 유입되거나, 그 지역의 토착민들에 의해 가축화되었으며, 처음에는 의식에 사용되거나 예복과 담요를 만드는데 사용되었다.  AD 1100년경부터 아메리카 원주민들이 처음으로 칠면조 고기를 먹기 시작했다. 야생 칠면조와 비교했을 때, 집에서 기르는 칠면조는 고기의 크기가 더 커지도록 선택적으로 사육된다.

## 추수감사절 요리
미국에서는 '추수감사절'이나 크리스마스에 칠면조를 먹는다. 언제부터 추수감사절에 칠면조를 먹기 시작했는지는 확실하지 않다. 추수감사절이 1620년 메이플라워호를 타고 온 영국 청교도들이 이듬해 추수를 마치고 축제를 연 데서 유래되었다고는 하는데, 당시에는 칠면조를 먹었다는 기록을 찾아볼 수 없다. 오리 또는 거위, 옥수수 빵·죽, 사슴고기를 먹었다는 기록만 있다.
소는 밭을 가는 등 경작용으로 사용했으므로 19세기 후반까지 북미대륙에서 식용으로 소고기 구하기가 힘들었다. 말은 운송과 이동수단으로 사용했으므로 도축할 수 없었다. 양으로부터는 털을 얻어야 했고, 닭으로부터는 알을 얻어야 했으며 수탉고기는 너무 질겼다. 사슴 등 야생동물은 사냥에 성공해야만 먹을 수 있었으며, 소금에 절인 돼지고기는 많았으나 평소에 맛보지 못한 음식을 먹고자 하는 특별한 날의 요리로는 적합하지 않았다.
거위는 사육이 힘들었고, 오리는 사육이 손쉬운편이었지만 닭고기와 함께 가격이 칠면조보다 비싼편이었다. 사육이 손쉬웠던 칠면조는 봄에 부화한후 11월 추수감사절이 될때까지 약 7개월간 사육하면 약 4.5kg까지 증체되므로 한마리 도축했을 때 고기양이 푸짐한 장점이 있었다. 사육기술이 발달하지 못했던 당시에 같은 기간동안 닭은 약 2kg 정도밖에 안되었다. 소, 닭 등은 유럽에서 신대륙으로 건너온 가축으로 초기에는 개체수가 부족하여 가격이 비쌌다.
그에 비해 토종인 칠면조는 야생에도 서식했고 원주민(인디언)들이 사육을 하고 있어 공급이 원만했다. 유럽의 경우에 뿔닭(호로새)이나 칠면조는 수입조류이다 보니 가격이 비싸서 부자들이 먹는 고기라는 이미지가 있었다. 그래서 영국에서 온 이민자들은 부자들이 먹는 칠면조가 신대륙에는 더 많았으니 당연히 축제 음식으로 칠면조를 선택하였다. 또한 칠면조는 가을에 맛이 가장 좋았다. 쌀쌀해지면 겨울을 나기위해 칠면조가 먹이를 잔뜩 먹어 살이 올라있기 때문이었다. 이런 이유로 인해 미국에서는 추수감사절에 칠면조 요리를 먹는 문화가 영국 식민지 시대때부터 정착되었다.

## 하위 종
- 들칠면조 (Melagris gallopavo)
- 구슬칠면조 (Melagris ocellata)